# Comtat de Laon
El comtat de Laon fou una jurisdicció feudal de França formada pel territori entorn de Laon anomenat Laonnois.

## Llista de comtes
- Emili, suposat comte de Laon, casat amb Celina (-† vers 458), pare de l'arquebisbe de Reims sant Remigi (459-† 533).
- Bercari de Laon, comte el 650
- Cariveu o Hervé, comte de Laon entre 680 i 692, suposat avi de Caribert de Laon.
- Caribert de Laon o Heribert (abans de 696 -† abril de 747) suposadament casat amb Gisela de Laon i pare de Berta del Gran Peu (maig 726 -†12 de juliol 783).
- Bernat, comte a Laon, esmentat el 877-878, fill del herbertià Pipí comte au nord del Sena
- Adalelm de Laon (?- † 891), probablement fill de Robert III comte d'Hesbaye i de Wormsgau i, per tant, probablement germà de Robert el Fort († 866), marquès de Nèustria. Conseller de Lluís II de França en 877
- Gautier de Laon, fill, executat el 892
- Roger I de Laon (vers 867-† 926) casat amb Heilwida de Friül.
- Roger II de Laon (després de 890 -† 942) fill del precedent i d'Helwide, desposseït el 928 del comtat de Laon per Herbert II de Vermandois.
- Herbert II de Vermandois, va haver de cedir el comtat i la vila de Laon a Raül el 931 i la ciutadella el 938.

A partir del 931 el Laonnois va quedar incorporat als dominis de la corona.